# Aston Academy

Aston Academy (till 30 april 2011 Aston Comprehensive School) är en gymnasieskola i Aston, Aston cum Aughton-regionen i Rotherham, South Yorkshire, England. Skolans specialämnen är matematik och data. Åldersgrupperna för skolan är 11-18 år, som hyser cirka 1850 elever på skolan.